# Melt (Rascal Flatts)
Melt è il secondo album in studio del gruppo country statunitense Rascal Flatts, pubblicato nel 2002.

## Tracce
1. These Days – 4:15
2. Too Good Is True – 3:20
3. I Melt – 3:54
4. Mayberry – 4:33
5. Love You Out Loud – 3:06
6. Dry County Girl – 3:16
7. Like I Am – 4:06
8. You – 4:08
9. Fallin' Upside Down – 2:34
10. Shine On – 3:01
11. My Worst Fear – 3:56

## Formazione
- Gary LeVox
- Jay DeMarcus
- Joe Don Rooney